# Гірнича промисловість Греції
У структурі гірничої промисловості Греції наприкінці XX століття перше місце посідав видобуток бокситів, друге — руд нікелю, третє — магнезиту. Ведеться також розробка покладів лігнітів, руд заліза, хрому, марганцю, азбесту, бариту, глин, корунду, золота.

## Загальна характеристика
Основні райони видобутку — Фессалія, Евбея і Пелопоннес. Загалом в галузі зайнято близько 20 тис. осіб (1990-ті роки). Питома вага продукції гірничої галузі в промисловості наприкінці XX століття становила близько 15%. Греція експортує боксити, феронікель, бентоніт, перліт, магнезит, барит, корунд. Частка мінеральної сировини в експорті становить 5-7%, в імпорті 16-20%. Динаміка видобутку основних корисних копалин на межі ХХ-XXI століть показана в табл. 1.
Таблиця 1. — Динаміка видобутку мінеральної сировини в Греції (тис. т)
| Продукт                    | 1999   | 2000   | 2001   |
| -------------------------- | ------ | ------ | ------ |
| Глинозем                   | 622    | 668    | 709    |
| Алюміній                   | 171    | 168    | 162,5  |
| Боксит                     | 2 139  | 2 609  | -      |
| Бентоніт                   | 850    | 1 062  | -      |
| Лігніт                     | 61 900 | 63 912 | 66 485 |
| Магнезит                   | 495    | -      | -      |
| Оксид магнію кальцинований | 104    | 115    | 110    |
| Оксид магнію випалений     | 42     | 32     | 30     |
| Залізонікелеві руди        | 1 750  | 2 510  | 2 250  |
| Нікель                     | 13,5   | 17,1   | 17,7   |
| Перліт                     | 600    | 624    | -      |
| Пемза                      | 885    | 850    | 885    |
| PbS, концентрат            | 32     | 32     | 60,2   |
| ZnS, концентрат            | 32     | 32     | 60,2   |

## Окремі галузі
Нафтогазова підгалузь. У Греції щорічно добувається 1,1-1,2 млн тонн нафти; споживається — 12-13 млн тонн. Виробляють 14 млн тонн нафтопродуктів, що дає можливість імпортувати паливо до інших країн.
У нафтогазовому секторі Греції діє компанія Public Gas Corp. of Greece (DEPA), яка імпортує і розподіляє природний газ у країні. 2001 року постачання газу становило 1,881 млрд м³, з них для електроенергетики — 1,432 млрд м³.
Вугільна підгалузь. Бурого вугілля 1995 року видобуто 54,1 млн т. Видобуток лігніту 2001 року — 66,2 млн т, з них 51,7 млн т — з копалень Ptolemais-Amyntaion (Птолемаїда) і 14.5 млн т — з копалень Megalopolis (відповідно Мегалополіс). Загалом у Греції на 2002 рік діяло чотири кар'єри для видобутку лігніту, який використовується на ТЕС.
Золото й поліметали. У сучасному золотодобувному секторі Греції діє один головний виробник — Thrace Minerals — дочірнє підприємство Greenwich Resources, яке має два родовища: Viper (1,2 млн т руди з вмістом золота до 18 г/т — 687 тис. унцій золота) і St. Demetrios (260 тис. т руди з вмістом золота 3.5 г/т — 30 тис. унцій). Видобуток планують підземним способом на родовищі Viper і кар'єром — на St. Demetrios. Збагачення золотоносних руд — флотацією за відсутністю ціанування, що підвищує екологічність технології.
Компанія TVX Gold Inc. планує на родовищі Олімпіас після реконструкції щорічно добувати підземним способом впродовж перших п'яти років до 680 тис. т руди і вилучати з неї близько 8 т золота на рік. Крім того, буде добуватися понад 70 т срібла, 21,5 тис. т цинку і 22,5 тис. т свинцю в концентратах (на рік). Робота підприємства розрахована на 18-річний термін. Реконструкція підприємства (включаючи підземні виробки) почалася наприкінці 2000 р. За планом гірничо-збагачувальний комплекс повинен стати до ладу до кінця 2002 р. На ньому будуть перероблятися також золотовмісні руди міднопорфірового родовища Скурієс.
Після завершення будівництва ГЗК на родовищі Олімпіас за умови стійкості ринку золота буде розпочато будівництво неглибокого кар'єру на родовищі Скурієс, де планують добувати близько 8 млн т руди й отримувати 6,2 т золота та 35,5 тис. т міді на рік. Кар'єр працюватиме ~5 років. Переробляти руду й вилучати золото будуть на ГЗК Олімпіас. У перспективі впродовж 5-7 років виробництво золота в Греції може зрости до 14-15 т, Греція вийде в лідери золотовидобутку на континенті.
Алюміній. Основний виробник в алюмінієвій галузі Греції — Aluminium de Grece. Виробництво глинозему у 2001 склало 709 тис. т і має позитивну динаміку. Первинне виробництво алюмінію було на рівні 162 тис. т. Бокситові рудники Delphi-Distomon, філіал компанії Aluminium de Grece, видобувають 906 тис. т/рік бокситу.
Нікель. Грецький нікелевий виробник — фірма   — має позитивне зростання виробництва нікелю до 22-23 тис. т на рік. Larco видобуває 2,2-2,5 млн т латеритної руди, виробляє гранульований феронікель із середнім вмістом Ni 20%. Основні видобувні підприємства (2001 р): Euboea (1,25 млн т руди), Larymna (0,7 млн т), Kastoria (280 тис. т) і 10 тис. т руди з копальні Bitinska в Албанії.
Індустріальні мінерали. Видобуток і збут магнезиту в Греції зростає: 2000 р — 166 тис. т; 2001 р — 185 тис. т (€ 32 млн). Виробництво контролює компанія Grecian Magnesite (GM). Експорт становить 93% суми збуту. Головні регіони призначення — країни ЄС, США, Африка і Далекий Схід. Видобуток бентоніту, перліту й бокситу контролює фірма Silver & Baryte Co. (S&B). Lava SA видобула у 2001 р 885 тис. т пемзи, 150 тис. т кремнезему, 450 тис. т пуцоланів і 260 тис. т гіпсу. Lava SA — найбільший виробник пемзи у світі.

## Наукові установи, підготовка кадрів
Керівництво гірничодобувною галуззю здійснює Генеральний директорат гірничної промисловості. Функції геологічного управління виконує Інститут геологічних і гірничорудних досліджень (діє з 1952). Регіональні геологічні і геолого-геофізичні дослідження здійснюються в Афінському і Салонікському університетах. Гірничо-геологічні кадри готують в Афінському, Салонікському, Патрському, Афінському технічному університетах.